# Ixtláhuac, Puebla
Ixtláhuac är en ort i Mexiko.   Den ligger i kommunen Coyomeapan och delstaten Puebla, i den sydöstra delen av landet, 260 km sydost om huvudstaden Mexico City. Ixtláhuac ligger 2 540 meter över havet och antalet invånare är 360.
Terrängen runt Ixtláhuac är kuperad åt sydväst, men åt nordost är den bergig. Ixtláhuac ligger uppe på en höjd. Runt Ixtláhuac är det ganska tätbefolkat, med 72 invånare per kvadratkilometer. Närmaste större samhälle är Huautla de Jiménez, 20,0 km sydost om Ixtláhuac. I omgivningarna runt Ixtláhuac växer i huvudsak blandskog.